# ОШ „Свети Сава” Горњи Милановац
ОШ „Свети Сава” се налази у Горњем Милановцу, у улици Бошка Бухе 17. Основана је одлуком СО Горњи Милановац, број 6-06-79/85 од 10. јула 1985. године, под називом III Основна школа.
Школа у своје учионице примила је ученике 15. јануара 1986. године. Нова школа је поред својих 19 одељења у свом саставу имала осморазредну школу у Бољковцима и четвороразедне школе у Шилопају, Љутовници и Врнчанима. На седници Збора радних људи у проширеном саставу дат је предлог да школа носи име „Свети Сава”. Решењем Скупштине општине Горњи Милановац бр 06-Л/93 од 26. фебруара 1993. године школа носи назив Основна школа „Свети Сава”.
Због рејонизације школске мреже из матичне школе издвајају се сва издвојена одељења, тако да школа од 5. јануара 1992. године ради без издвојених одељења.